# Ara Repúbliques
Ara Repúbliques (occità: Ara Republicas, aragonès: Agora Republicas, castellà: Ahora Repúblicas, basc: Orain Errepublikak, asturià: Agora Repúbliques, gallec: Agora Repúblicas) és una coalició electoral d'esquerres i progressista formada per a les eleccions al Parlament Europeu de 2019 i 2024. L'aliança és liderada per Ara Més, Esquerra Republicana, Euskal Herria Bildu i el Bloc Nacionalista Gallec. És successora de L'Esquerra pel Dret a Decidir i Els Pobles Decideixen, coalicions que es van presentar a les eleccions europees de 2014.

## Composició
| Partit | Partit                           | Abast                    | Data d'incorporació |
| ------ | -------------------------------- | ------------------------ | ------------------- |
|        | Esquerra Republicana             | Països Catalans          | 2019                |
|        | Euskal Herria Bildu              | País Basc                | 2019                |
|        | Bloque Nacionalista Galego       | Galícia                  | 2019                |
|        | Andecha Astur                    | Astúries                 | 2019                |
|        | Puyalón                          | Aragó                    | 2019                |
|        | Unitat del Poble                 | Illes Canàries           | 2019                |
|        | Alternativa Nacionalista Canària | Illes Canàries           | 2019                |
|        | Ara Més                          | Illes Balears i Pitiüses | 2024                |
|        | Esquerra Unida i Alternativa     | Catalunya                | 2024                |

## Història

### Eleccions europees 2019
L'aliança Ara Repúbliques es va crear amb motiu de les eleccions al Parlament Europeu de 2019 i era formada, inicialment, per Esquerra Republicana, Euskal Herria Bildu i el Bloc Nacionalista Gallec. Esquerra Republicana va dir que l'aliança estava oberta a altres “formacions sobiranistes, republicanes i progressistes”. Posteriorment es van afegir a la coalició Andecha Astur, Puyalón, Unitat del Poble i Alternativa Nacionalista Canària.
La candidatura va ser encapçalada per Oriol Junqueras i Vies, Pernando Barrena Arza i Diana Riba i Giner. Els candidats següents a la llista van ser compartits entre la resta de partits de la coalició.
Els diputats electes van ser
| Nombre                       | Partit | Partit                            | Grups al Parlament Europeu | Grups al Parlament Europeu         |
| ---------------------------- | ------ | --------------------------------- | -------------------------- | ---------------------------------- |
| Oriol Junqueras i Vies       |        | Esquerra Republicana de Catalunya |                            | No inscrit                         |
| Pernando Barrena (2019-2022) |        | Euskal Herria Bildu               |                            | L'Esquerra en el Parlament Europeu |
| Ana Miranda (2022-2024)      |        | Bloque Nacionalista Galego        |                            | L'Esquerra en el Parlament Europeu |
| Diana Riba                   |        | Esquerra Republicana de Catalunya |                            | Els Verds/Aliança Lliure Europea   |

### Eleccions europees 2024
La coalició és formada per Esquerra Republicana, EH Bildu, Bloc Nacionalista Gallec i Ara Més i compta amb la partipació de Comunistes de Catalunya i independents. La candidatura és encapçalada per Diana Riba i Giner, i incorpora el meteoròleg Tomàs Molina i Bosch.
El 21 de maig els partits polítics de la coalició van signar el manifest per demanar el vot juntament amb altres formacions com Esquerra Unida i Alternativa, Comunistes de Catalunya, Puyalón, Andecha Astur, Anova, Ahora Canarias i Unitat del Poble.
Els diputats electes van ser
| Nombre           | Partit | Partit                            | Grups al Parlament Europeu | Grups al Parlament Europeu         |
| ---------------- | ------ | --------------------------------- | -------------------------- | ---------------------------------- |
| Diana Riba       |        | Esquerra Republicana de Catalunya |                            | Els Verds/Aliança Lliure Europea   |
| Ana Miranda      |        | Bloque Nacionalista Galego        |                            | Els Verds/Aliança Lliure Europea   |
| Pernando Barrena |        | Euskal Herria Bildu               |                            | L'Esquerra en el Parlament Europeu |

## Resultats electorals
| Eleccions al Parlament Europeu | Eleccions al Parlament Europeu | Eleccions al Parlament Europeu | Eleccions al Parlament Europeu | Eleccions al Parlament Europeu | Eleccions al Parlament Europeu | Eleccions al Parlament Europeu | Eleccions al Parlament Europeu | Eleccions al Parlament Europeu |
| Any                            | Candidat                       | Vots                           | +/–                            | %                              | +/–                            | Escons                         | +/–                            |                                |
| ------------------------------ | ------------------------------ | ------------------------------ | ------------------------------ | ------------------------------ | ------------------------------ | ------------------------------ | ------------------------------ | ------------------------------ |
| 2019                           | Oriol Junqueras i Vies         | 1.252.139                      | N/D                            | 5,58                           | N/D                            | 3 / 54                         | N/D                            |                                |
| 2024                           | Diana Riba i Giner             | 856.500                        | 395.639                        | 4,91                           | 0,67                           | 3 / 61                         | =                              |                                |